# Dundas Island (Brits-Columbia)
Dundas Island is een eiland in het westen van Brits-Columbia in Canada. Het eiland is onderdeel van de eilandengroep van de Dundas Islands en is het grootste eiland van de groep.

## Geografie
Het eiland heeft noordoost-zuidwest een lengte van ongeveer 21 kilometer. Ten oosten van het eiland ligt de Chatham Sound en ten westen de Dixon Entrance. Ten noorden van het eiland verbindt de Dundas Passage deze twee wateren met elkaar, ten zuiden de Hudson Bay Passage. Aan de overzijde van de Dundas Passage in het noorden liggen het schiereiland Peninsula Ridge en het Kanagunut Island, aan de overzijde van de Hudson Bay Passage in het zuiden ligt Baron Island.
De wateren rond het eiland liggen in de mariene ecoregio Noord-Amerikaans Pacifisch Fjordland.

## Geschiedenis
Het eiland en de archipel werden in 1792 vernoemd door kapitein George Vancouver ter ere van Henry Dundas (1742-1811), die in 1802 de titel van burggraaf Melville kreeg en ook Baron Dunira werd genoemd. De Dundas Islands werden oorspronkelijk door Vancouver gezien als één eiland dat hij Dundas's Island noemde.